# Daň z hlavy
Daň z hlavy je daň, kterou musí platit všichni občané státu stejně a její výše tedy nezávisí na příjmu. Je to regresivní daň.
Tato daň byla v minulosti používána v mnoha zemích. Ve starověkém Římě byla vybírána od kolonů. V českých zemích se tato daň vybírala za Vladislava II. na pomoc proti Turkům. V Rusku v minulosti existovala daň z hlavy, již museli platit vlastníci půdy, ale byla zrušena v 19. století. Vláda Margaret Thatcherové se pokusila daň z hlavy zavést v roce 1990, ale nepokoje a nízká podpora obyvatelstva pro tuto daň vedly k rezignaci Margaret Thatcherové a její nástupce, John Major, tuto daň zrušil. Dnes existuje v Česku daň z hlavy v podobě koncesionářských poplatků a minimálních odvodů na zdravotní a sociální pojištění. V minulosti ani dnes zpravidla nejde o skutečnou daň z hlavy, stejnou pro všechny občany.

## Výhody a nevýhody

### Výhody
- Snadný výběr daně
- Nemožnost daňových úniků
- Konstantní poplatek – spravedlivost
- Motivuje k vyšší produktivitě

### Nevýhody
- Vysoká daňová zátěž pro nižší vrstvy
- Nelze využít k přerozdělování (může být jeho odpůrci bráno jako výhoda)
- Politická neprůchodnost